# Стрельба в Страсбурге
Стрельба в Страсбурге — убийство на улице Орфевр, произошедшее 11 декабря 2018 года в городе Страсбург, Франция. Пять человек были убиты на месте, семеро получили тяжёлые ранения и четыре — лёгкие. Подозреваемый, 29-летний мужчина алжирского происхождения, который ранее был известен службам безопасности, но не считался экстремистом, был ранен в перестрелке с жандармами, однако сумел скрыться. После двух суток розыскных мероприятий полицией Франции в районе, где прятался стрелок, он был обнаружен и застрелен в ходе операции по его нейтрализации и поимке.

## Ход событий

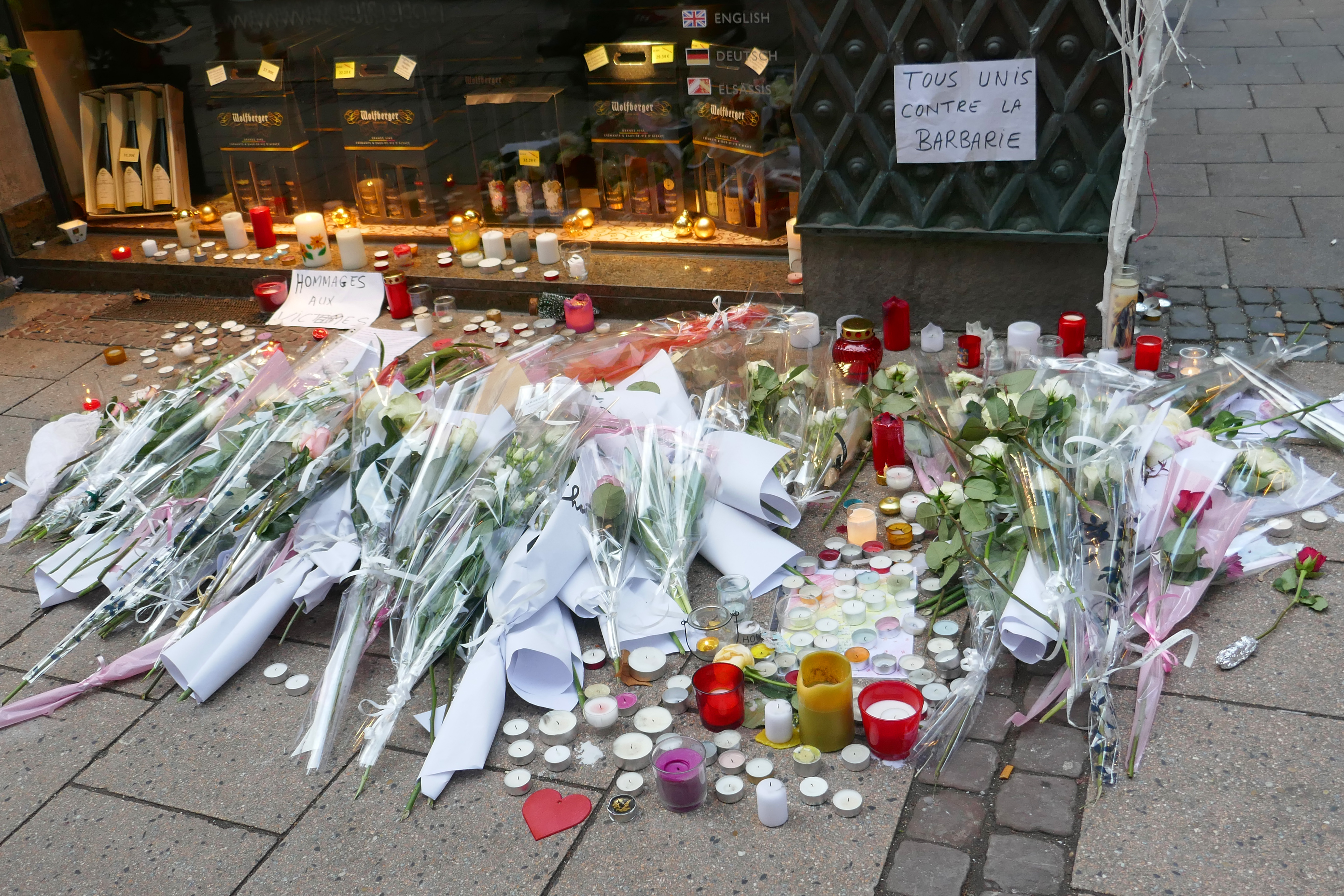
Стихийный мемориал на месте преступления

Стрельба произошла около 20:00 по местному времени (19:00 UST), недалеко от площади Клебера, где проходила рождественская ярмарка. В течение десяти минут молодой человек с криками «Аллах акбар» вёл прицельный огонь по прохожим из пистолета.
Согласно утверждениям госсекретаря при МВД Франции Лорана Нуньеса,
Он хорошо известен правоохранительным органам, но по делам, не связанным с террористической деятельностью; до сих пор он никак не был связан с терроризмом. Однако, что очень важно, он несколько раз оказывался в тюрьме. И, возможно, именно там он обнаружил в себе радикальные настроения на религиозной почве.
Подозреваемый, 29-летний уроженец Страсбурга, должен был быть задержан утром того же дня за убийство, по другим данным за грабёж, но его не оказалось дома. По сообщению телеканала BFMTV при обыске дома у подозреваемого полиция обнаружила гранаты.
Премьер-министр Франции Эдуар Филипп активировал межминистерский кризисный центр.
Вечером 13 декабря, согласно информации из местного издания DNA, 29-летний Шериф Шекатт был ликвидирован на улице Лазарет района Нойдорф. Преступник был вооружен ножом и пистолетом. Шекатт первым атаковал полицейских и был убит ответным огнем. Никто из полицейских при этом не пострадал. Согласно утверждениям Reuters, над районом кружил полицейский вертолет. Радиостанция France Info уточнила, что Шекатт всё время прятался на складе.
Позже на одном из пропагандистских исламистских сайтов появилось заявление террористической группировки «Исламское государство» о том, что Шериф Шекатт якобы был «воином ИГ».